# Руусмеца-Ярв
Руусмеца-Ярв (ест. Ruusmetsa järv, інші назви ест. Ruusjärv, Kruusmetsa järv, Kivijärv) — озеро в Естонії, що розташоване на острові Сааремаа, у волості Мустьяла.